# Walsdorf (Bawaria)
Walsdorf – miejscowość i gmina w Niemczech, w kraju związkowym Bawaria, w rejencji Górna Frankonia, w regionie Oberfranken-West, w powiecie Bamberg, do 31 grudnia 2012 wchodziła w skład wspólnoty administracyjnej Stegaurach. Leży w Steigerwaldzie, około 8 km na zachód od centrum Bamberga, nad rzeką Aurach.

## Dzielnice
W skład gminy wchodzą następujące dzielnice:
- Erlau
- Feigendorf
- Kolmsdorf
- Hetzentännig
- Walsdorf
- Zettelsdorf

## Demografia
| Rok  | Liczba mieszk. |
| ---- | -------------- |
| 1970 | 1412           |
| 1987 | 1695           |
| 2000 | 2461           |
| 2005 | 2669           |
| 2006 | 2623           |

## Oświata
(na 1999)

W gminie znajduje się 100 miejsc przedszkolnych (z 99 dziećmi) oraz szkoła podstawowa (12 nauczycieli, 216 uczniów).